# Amt Stahnsdorf (1992–2001)
Das Amt Stahnsdorf war ein 1992 gebildetes brandenburgisches Amt, in dem sich vier Gemeinden im damaligen Kreis Potsdam-Land (heute Landkreis Potsdam-Mittelmark, Brandenburg) zu einem Verwaltungsverbund zusammengeschlossen hatten. Sitz der Amtsverwaltung war in der Gemeinde Stahnsdorf. Das Amt Stahnsdorf wurde 2001 wieder aufgelöst, die drei kleineren amtsangehörigen Gemeinden wurde in die Gemeinde Stahnsdorf eingegliedert. Das Amt Stahnsdorf hatte Ende 2001 11.785 Einwohner.

## Geographische Lage
Das Amt Stahnsdorf grenzte im Norden an die Gemeinde Kleinmachnow, im Nordosten an die Stadt Teltow, im Osten und Süden an das Amt Ludwigsfelde-Land und die Stadt Ludwigsfelde, im Südwesten an das Amt Rehbrücke und im Westen an die Stadt Potsdam.

## Geschichte
Der Minister des Innern des Landes Brandenburg erteilte am 22. Oktober 1992 seine Zustimmung zur Bildung des Amtes Stahnsdorf. Als Zeitpunkt für das Zustandekommen des Amtes wurde der 16. Oktober 1992 bestimmt, Sitz des Amtes war in der Gemeinde Stahnsdorf. Zum Zeitpunkt des Zustandekommens des Amtes waren folgende Gemeinden im damaligen Kreis Potsdam-Land zugeordnet:
1. Schenkenhorst
2. Sputendorf
3. Güterfelde
4. Stahnsdorf

Ende 1992 hatte das Amt Stahnsdorf 7888 Einwohner. Zum 31. Dezember 2001 wurden die Gemeinden Güterfelde, Schenkenhorst und Sputendorf in die Gemeinde Stahnsdorf eingegliedert; zeitgleich wurde das Amt Stahnsdorf aufgelöst.

## Amtsdirektor
- Horst Muhsold
- 2000 bis 2001 Gerhard Enser, zugleich auch Bürgermeister von Stahnsdorf[4]